# Кая, Семих
Семи́х Кая́ (тур. Semih Kaya, произношение [semih kɑjɑ]; 24 февраля 1991, Измир, Турция) — турецкий футболист.
Семих родился в семье македонских турок, родители которых перебрались на историческую родину.

## Клубная карьера
Кая перешёл в молодёжную академию «Галатасарая» из молодёжной академии «Алтая», когда ему было 15 лет.
В начале сезона 2008/09 к Семиху проявлял интерес миланский «Интер». Кая недавно продлил контракт с «Галатасараем» до конца сезона 2015/2016.
Интерес к Кая продолжал расти и по состоянию на 8 января 2009 года, ходят слухи о интересе со стороны того же «Интера», «Арсенала» и «Барселоны».
19 февраля 2009 года он дебютировал в Турецкой Суперлиге в матче против «Истанбул ББ».
В январе 2010 года Кая отправился в аренду на оставшуюся часть сезона в «Газиантепспор».
Летом 2010 года он снова был отправлен в аренду, на этот раз в «Карталспор».
В начале сезона 2011/12 Семих не был игроком стартового состава, но сейчас является основным защитником и первым выбором Фатиха Терима.
7 января 2012 года Кая забил свой первый гол за клуб в матче против «Самсунспор». В сезоне 2011/2012 сыграл 30 матчей и стал чемпионом страны в составе «Галатасарая». Летом «Барселона» предложила 15 миллионов за Семиха, но защитник не хотел переходить

## Международная карьера
Он играл за сборную Турцию во всех возрастных категориях. 29 февраля 2012 года Семих Кая дебютировал за национальную сборную в проигранном матче 2–1 против сборной Словакии.

## Достижения
Клубные
- Чемпион Турции (4): 2007/08, 2011/12, 2012/13, 2014/15
- Обладатель Суперкубка Турции (2): 2008, 2012
- Обладатель Кубка Турции: 2013/14

Личные
- Лучший молодой игрок Турецкой Суперлиги в сезоне 2011/12[14]